# Hr.Ms. Delfzijl (1983)
De Hr.Ms. Delfzijl (M 851) was een Nederlandse mijnenjager van de Alkmaarklasse en het eerste schip, bij de Nederlandse marine, dat vernoemd is naar de Groningse stad Delfzijl. Het schip is gebouwd door de scheepswerf Van der Giessen-de Noord in Alblasserdam.
Het schip is in 2000 wegens bezuinigen aan de kant gehouden om in 2005 verkocht te worden aan de Baltische staat Letland. De verkoop van de Delfzijl stond niet op zichzelf. Naast de Delfzijl werden ook de Harlingen, Alkmaar, Dordrecht en Scheveningen verkocht. Bij de Letse marine doet het schip dienst als Visvaldis onder de naam M-07.